# Дементьев, Василий Александрович
Васи́лий Алекса́ндрович Деме́нтьев (род. 8 мая 1935, село Вознесенское, Днепропетровская область, УССР) — российский учёный, доктор физико-математических наук, профессор, лауреат Государственной премии России в области науки и техники (1999).

## Биография
Василий Дементьев родился 8 мая 1935 года в селе Вознесенка в семье музыкантов Лидии Васильевны (1901—1976) и Александра Васильевича (1900—1948) Дементьевых.
В 1959 году окончил физико-математический факультет Ростовского государственного университета. В 1967—1997 годы работал на кафедре физики Московской сельскохозяйственной академии им. К. А. Тимирязева, где читал курс общей физики.
С 1997 года работает в лаборатории молекулярного моделирования и спектроскопии Института геохимии и аналитической химии. Автор ряда методических работ и учебных пособий.
В 1999 году получил Государственную премию России в области науки и техники за цикл работ по созданию теории и методов расчёта оптических молекулярных спектров и разработку экспертной системы для идентификации и анализа сложных соединений.

## Семья
- Жена — Татьяна Викторовна Васькова ( род. 1936 ).
  - Сын — Михаил Дементьев ( род. 1967 ).
  - Сын - Александр Дементьев ( род. 1956 )
    - Внук -Василий Дементьев ( род. 2004 )

  - Сын - Александр Дементьев (род. 1961 )

## Премии и достижения
- Государственная премия России в области науки и техники (1999)[1].

## Основные публикации
- В.А. Дементьев. Измерение малых активностей радиоактивных препаратов, Москва, Атомиздат, 1967.
- В.А. Дементьев. Пособие по курсу физики: Колебания и волны, Москва, 1968[2].
- В.А. Дементьев. Измерение малых активностей радиоактивных препаратов. М: Атомиздат, 1967.
- Л.А.Грибов, В.А. Дементьев. Методы и алгоритмы вычислений в теории колебательных спектров. М: Наука, 1981.
- Л.А.Грибов, В.А. Дементьев, А.Т. Тодоровский. Интерпретированные колебательные спектры алканов, алкенов, и производных бензола. М: Наука, 1986.
- Л.А.Грибов, В.А. Дементьев, О.В. Новоселова. Интерпретированные колебательные спектры углеводородов с изолированными и сопряженными кратными связями. М: Наука, 1987.
- Л.А.Грибов, В.А. Дементьев, М.Е. Эляшберг, Ю.З. Карасёв. Интерпретированные колебательные спектры углеводородов - производных циклогексана и циклопентана. М: Наука, 1988.
- Л.А.Грибов, В.А. Дементьев. Моделирование колебательных спектров сложных соединений на ЭВМ. М: Наука, 1989.
- В.А. Дементьев. Как живет-умирает наша страна. Опыт решения прикладной проблемы в рамках курса Концепции Современного Естествознания. Математическое образование, 1998, №№ 1, 3.
- Л.А.Грибов, В.А. Дементьев. Физика снова присматривается к основам химии. На этот раз глазами молекулярной спектроскопии. Математическое образование, 2000, № 1.
- В.А. Дементьев. Компьютерное моделирование процесса возникновения генетического кода. В сборнике «Проблемы зарождения и эволюции биосферы» под ред. Э.М. Галимова, М:, URSS, 2008.
- В.А. Дементьев. Моделирование колебательных состояний молекул в вычислительной среде MatLab. Palmarium Academic Publishing, ISBN 978-3- 8473-9639- 0, 2012.
- L.A. Gribov , V.A. Dementiev. Algorithm for determining the concentrations of substances from spectral data without using standard samples of known composition. Journal of Applied Spectroscopy. Volume 79, Issue 2, pp 317–326. May 2012.
- В.А. Дементьев. Некоторые вопросы химической эволюции, решаемые средствами молекулярного моделирования. «Проблемы зарождения и эволюции биосферы» под ред. Э.М. Галимова, том 2. М:, URSS, 2013.
- V.A. Dementiev. The Driving Forces of Evolution. ISSN 0016_7029, Geochemistry International, 2014, Vol. 52, No. 13, pp. 1146–1189. © Pleiades Publishing, Ltd., 2014.

## Примечание
1. 1 2 3  Указ Президента РФ 1999 года. Дата обращения: 26 апреля 2016. Архивировано 9 мая 2016 года.
2. ↑  РГБ - Поиск - Результаты - Электронный каталог - Страница 1. old.rsl.ru. Дата обращения: 26 апреля 2016. Архивировано 9 мая 2016 года.